# 越智重明
越智 重明（おち しげあき、1923年5月17日 - 1998年8月23日）は、日本の中国史学者。

## 略歴
愛媛県出身。東京大学文学部東洋史学科卒、同大学院中退。1979年「漢六朝社会史研究」で九州大学文学博士。愛媛大学文理学部助教授、1955年九州大学文学部助教授を経て、1972年教授、1976年文学部長を務め、1987年定年退官、名誉教授、久留米大学教授。貴族 (中国)の項に越智が加わった論争について記述がある。魏晋南朝政治史が専門。 

## 著書
- 『魏晋南朝の政治と社会』吉川弘文館 1963
- 『晋書』 (中国古典新書)明徳出版社 1970
- 『魏晋南朝の貴族制』研文出版 1982
- 『魏晋南朝の人と社会』研文出版 1985
- 『戦国秦漢史研究』全3巻 中国書店 1988-1997
- 『中国古代の政治と社会』久留米大学越智文庫設置委員会編纂 中国書店 2000
- 『日中芸能史研究』中国書店 2001